# Stare Miasto (Głogów)

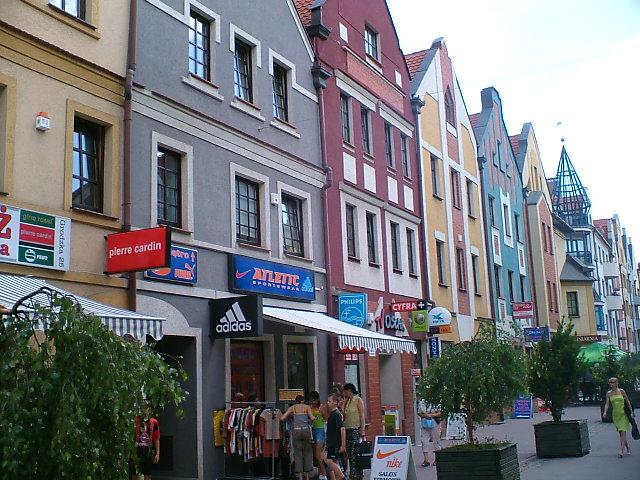
Ulica Grodzka na Starym Mieście

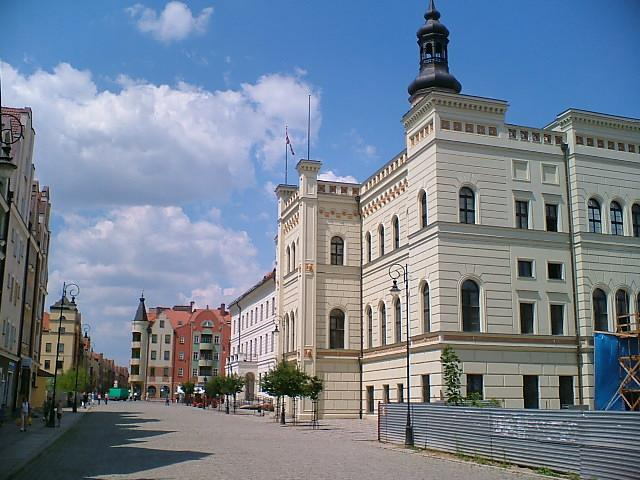
Rynek Starego Miasta

Stare Miasto w Głogowie – historyczna dzielnica mieszkalno-usługowa, aktualnie w trakcie wieloletniej odbudowy po zniszczeniach jakie dotknęły Głogów w trakcie II wojny światowej. 

## Historia
Stare Miasto zostało zniszczone podczas działań wojennych II wojny światowej. Po wojnie powołano Przedsiębiorstwo Robót Rozbiórkowych, które zajmowało się rozbiórką zniszczonych domów, a cegłę wykorzystano na obudowę Warszawy lub budowę Tychów czy Nowej Huty. Do końca lat 40. XX wieku rozebrano większość pozostałości zabytkowych kościołów pozostawiając jako „świadków historii” ruiny ratusza, teatru i kościołów: św. Mikołaja i Bożego Ciała. Niektóre obiekty wyremontowano (sąd, szkołę, fort "Gwiazda" na bazę PKS, a także niektóre kamienice na cele mieszkaniowe). W latach 70. XX wieku odbudowano kościół Bożego Ciała, kolegium jezuitów, otwarto kino "Bolko", a także urządzono rozarium w fosie. Odcięto też Stare Miasto od Zamku Książąt Głogowskich, pomnika Dzieci Głogowskich i terenów parkowych, poprzez budowę drogi krajowej nr 12. Ogłoszono też ogólnopolski konkurs architektoniczny SARP, który zakładał budowę w tym rejonie modernistycznej dzielnicy mieszkaniowej z 11-piętrowymi blokami. Realizacja tego zamierzenia nigdy nie doszła do skutku.
W 1982 grupa młodych architektów z legnickiego oddziału SARP opracowała koncepcję odbudowy starówki, której założenia są aktualne do dziś. W myśl tego projektu Stare Miasto miało stać się miejscem dominującym dla miasta i skupiającym jego życie kulturalne, społeczne i handlowe. W 1983, mimo oporów zwolenników wielkiej płyty, opracowano plan zagospodarowania przestrzennego Centrum (architekci: Józef Kordas, Jan Potacki, Juliusz Sobecki i Jerzy Załucki), a także przeprowadzono pierwsze prace geodezyjne i projektowe.
W 1985 rozpoczęła się budowa pierwszego kwartału zabudowy przy Rynku z uwzględnieniem pierwotnej parcelacji i parkingiem podziemnym (ewenementem na ówczesne czasy). Użyto tutaj tradycyjnych technologii oraz elementów systemu WK-70. W 1987 zainicjowano odbudowę ratusza, w 1994 wzniesiono zabudowę ulicy Smolnej oraz Placu Solnego, a następnie w bastionach ulokowano targowisko oraz odsłonięto pomnik głogowskich Żydów na fundamentach synagogi.
Kolejnym etapem odbudowy był okres po upadku komunizmu (1989), związany z wprowadzeniem zasad wolnego rynku oraz systemu deweloperskiego, w którym, od 1992, realizowano budynki w zachodniej części starówki. Ich przyjęcie społeczne oraz estetyczne było zróżnicowane. Duże kontrowersje wzbudziły zwłaszcza kamienice przy ul. Grodzkiej (historycznym ciągu z Rynku do śródmieścia), przesłaniające fasadę kościoła Bożego Ciała. W 1995 osadzono hełm na wieży ratuszowej, remontowano mury, kontynuowano zabudowę kamienicami, a także odtworzono Bramę Szpitalną. W 1998 zorganizowano w mieście Zjazd Konserwatorów Zabytków poświęcony głównie restytucji zabytkowych układów urbanistycznych. W 1999 Agnieszka Leśniak-Mądry wraz z zespołem opracowała nowy plan zagospodarowania przestrzennego dla dzielnicy. Dostosowano w nim zapisy z 1982 do nowych uwarunkowań.
W 2002 władze miejskie przeniosły się do ratusza, co wzmogło prace rewitalizacyjne w rejonie Rynku i okolic. W 2004 zrealizowano zespoły parkingowe w ulicy Balwierskiej wraz z wyeksponowaniem reliktów kościoła "Łódź Chrystusa". W 2005 wzniesiono źle oceniany kompleks marketu "Lidl" bez właściwie opracowanej pierzei zachodniej i z martwą elewacją od ul. Słodowej. W 2006 zasiedlono kwartał gminnej spółdzielni TBS przy Placu Umińskiego, uznany za wzorcowy.

## Siedziby
Na terenie starego miasta znajdują się siedziby wielu urzędów i instytucji, m.in.: Państwowa Akademia Nauk Stosowanych, Urzędu Miejskiego, Urzędu Gminy wiejskiej Głogów, Sądu Rejonowego, Powiatowego Urzędu Pracy.

## Zabytki
- Fosa miejska
- Kościół Bożego Ciała
- Kościół Łódź Chrystusowa – lapidarium
- Kościół św. Mikołaja – ruiny
- Mury miejskie – fragmenty
- Ratusz miejski
- Sąd Rejonowy
- Synagoga – lapidarium
- Teatr im. Andreasa Gryphiusa

## Handel
Na terenie Starego Miasta znajduje się wiele sklepów i lokali usługowych, głównie przy ulicy Grodzkiej, będącej główną osią dzielnicy.

## Granice osiedla
- północ – Odra; Wyspa Katedralna
- południe – Hutnik, Żarków
- wschód – Żarków, Fabryczna
- zachód – Matejki

## Ulice i place Starego Miasta
- Balwierska
- Bernardyńska
- Długa
- Garncarska
- Grodzka
- Hugona Kołłątaja
- Karola Miarki
- Kotlarska
- Młyńska
- Nadodrzańska
- Parafialna
- Piaskowa
- Piastowska
- Piekarska
- Piotra Skargi
- Plac Solny
- Polska
- Powstańców
- Rynek
- Rzeźnicza
- Słodowa
- Smolna
- Stanisława Kutrzeby
- Stanisława Staszica
- Staromiejska
- Starowałowa
- Szewska
- Szkolna
- Świętego Mikołaja
- Złota